# Václav Smetáček
Václav Smetáček (Brno, 30. rujna 1906. – Prag, 18. veljače 1986.) bio je češki skladatelj, dirigent i oboist.
Studirao je u Pragu zajedno s Jaroslavom Křičkom skladanje, muzikologiju, estetiku i filozofiju na Karlovom sveučilištu. Bio je osnivač i član glazbenog sastava Prague Wind Quintet osnovanog 1928., u kojem je izvodio skladbe koje je sam skladao. Od 1930. do 1933. bio je član Češke filharmonije, a od 1934. do 1943. radio je kao urednik glazbenog programa i skladatelj na Češkom radiju. Od 1945. radio je kao profesor na Praškom konzervatoriju i Akademiji primijenjenih umjetnosti u Pragu.
Kao dirigent i umjetnički voditelj Češkog simfonijskog orkestra, koji je vodio punih trideset godina, unio je neke novitete u izvođenju glazbe. Tako se na repertoaru orkestra našla i glazba 20. stoljeća, i aranžmani jazz i pop izvedbi tadašnjih pjevača, ali i modernizirana djela istaknutih skladatelja (Wolfgang Amadeus Mozart, Antonín Dvořák, Josef Bohuslav Foerster, Luboš Fišer, Bohuslav Martinů i Carl Orff). Za svoj dirigentski rad primio je brojne nagrade. Proučavao je koncernu glazbu i operu.

## Vanjske poveznice
- (engl.) Grave Record